# Yusuf Akçiçek
Yusuf Akçiçek (* 25. Januar 2006 in Bakırköy) ist ein türkischer Fußballspieler. Er steht seit Beginn seiner Profikarriere bei Fenerbahçe Istanbul unter Vertrag und ist Junioren-Nationalspieler.

## Karriere
Akçiçek ist ein 1,93 Meter großer und linksfüßiger Abwehrspieler. In der fußballerischen Verteidigung spielt er als Defensivspieler
mit seiner starken Physis sowohl als linker auch als rechter Innenverteidiger. Zu seinen Stärken zählen sein(e) Kopfball(duelle) und laut einem Talentscout hat er die Fußfertigkeiten wie von einem Mittelfeldspielers. Im Februar 2025 prognostizierte der Fußballtrainer José Mourinho kann sich Akçiçek zu einem Top-Innenverteidiger des türkischen Fußballs entwickeln und zog Parallelen mit dem ehemaligen Fußballspieler Raphaël Varane.

### Vereine

#### Nachwuchs
Akçiçek kam 2006 in der europäischen Ortschaft Bakırköy der marmarischen Großstadtkommune Istanbul zur Welt. Dort begann er 2016 in seiner mittleren Kindheit mit dem Vereinsfußball als lizenzierter Nachwuchsspieler bei Galatasaray Istanbul. Nachdem die Galatasaray-Nachwuchsabteilung nicht mehr das Talentpotential von Akçiçek wertgeschätzt hatten, waren sie bereit ihn abzugeben. Der Talentscout Serhat Pekmezci beobachtete ihn seit mehreren Jahren und lotste ihn in seiner späten Kindheit 2019 innerhalb der Metropole zur Nachwuchsabteilung von Fenerbahçe Istanbul, als Pekmezci dort als Nachwuchs-Chefscout tätig war. Dort spielte Akçiçek später für die U14-, U16-, U17- und U19-Junioren von Fenerbahçe.
Mit den U17-Junioren erreichte er in der türkischen U17-Eliteliga A der Saison 2022/23 das Meisterschafts-Play-off-Finale, dabei trug er unter anderem mit einem erzielten Tor zum gegentorlosen Play-off-Halbfinaleinzug bei. Mit seiner U17-Mannschaft unterlag Akçiçek im Play-off-Finale 2023 im Elfmeterschießen und musste sich mit dem U17-Vizemeistertitel zufriedengeben. Im weiteren Verlauf des Jahres spielte er mit 17 Jahren bereits auch für die U19-Junioren von Fenerbahçe. Mit den U19-Junioren wurde er in der türkischen U19-Eliteliga A der Saison 2023/24 Gruppensieger der Meisterschaftsvorrunde, womit er mit seiner U19-Mannschaft die Meisterschafts-Play-offs erreichten und dort Meisterschaftsvierter wurden, wobei während der Saison 2023/24 teils Akçiçek bereits in die Fenerbahçe-Profimannschaft gelegentlich einbestellt wurde.

#### Profi
Nach seinen U17-Junioren-Leistungen erhielt Akçiçek vor Saisonbeginn 2023/24 im Juli 2023 mit 17 Jahren bei Fenerbahçe Istanbul seinen ersten Profifußballvertrag. Nach der Unterzeichnung des Profivertrags trainierte er gelegentlich bei der Profimannschaft mit und kam nebenbei bei den U19-Junioren zu Spieleinsätzen. Ab Oktober 2023 stand Akçiçek erste Male im Spieltagsprofikader sowohl in der UEFA Europa Conference League als auch in der Süper Lig. Nach verletzungsbedingten Personalsorgen und aus kadertechnischen Gründen rückte er auf, womit er später zu seinem ersten Profi-Pflichtspieleinsatz kam. Sein erstes Profi-Pflichtspiel bestritt Akçiçek im November 2023 in der Gruppenphase der UEFA Europa Conference League 2023/24 gegen Ludogorez Rasgrad und wusste mit seiner Leistung und als Startformationsspieler zu überzeugen, indem er als erfolgreichster Passspieler des Spiels hervorgetan hat, mehrheitlich seiner Kopfballduelle gewann et cetera. Im weiteren Saisonverlauf kam Akçiçek zu weiteren drei Pflichtspieleinsätzen, davon eins am letzten Spieltag der Süper-Lig-Saison, wo er mit 18 Jahren sein Süper-Lig-Spieldebüt gab.
In der Hinrunde beziehungsweise ersten Saisonhälfte der Saison 2024/25 kam Akçiçek zu sporadischen Kurzeinsätzen sowohl in der Süper Lig als auch in der UEFA Europa League, wobei er im Januar 2025 erneut nach verletzungsbedingten Personalsorgen und aus kadertechnischen Gründen gegen Ende der Ligaphase der UEFA Europa League wieder innerhalb des Spielkaders aufrückte. Daraus kam er zu weiteren Startformationseinsätzen, womit er in den restlichen Spielen der Ligaphase auch beitrug seine Mannschaft ungeschlagen zu bleiben und erreichten darauffolgend die K.-o.-Phase der UEFA Europa League. Des Weiteren gab Akçiçek im selben Monat beim 3:0-Pokalgruppenspielsieg gegen Kasımpaşa Istanbul auch sein türkisches Pokalspieldebüt und zugleich auch sein Profi-Tordebüt. Im weiteren Verlauf des türkischen Pokalwettbewerbs trug er als Defensivspieler, auch zum Gruppensieg bei, indem man in zwei von drei Gruppenspielen gegentorlos verblieben und daraus den Pokal-Viertelfinaleinzug erreichten.
In der Rückrunde beziehungsweise zweiten Saisonhälfte der Saison 2024/25 kam Akçiçek im Vergleich zur Hinrunde längere Einsatzzeiten in der Süper Lig, wobei der Fenerbahçe-Cheftrainer José Mourinho sogar auf ihn vertraute und ihn mit 19 Jahren im Februar 2025 im brisanten Istanbuler Derby gegen den Meisterkonkurrenten Galatasaray Istanbul als Startformationsspieler einsetzte. Er trug mit seinen Abwehrspielleistungen im Derby zu einem torlosen Remis bei, indem er sich gegenüber den offensiven Gegenspielern Victor Osimhen und Barış Alper Yılmaz bewährte. Im selben Monat trug Akçiçek in der K.-o.-Phase der UEFA Europa League auch zum Achtelfinaleinzug seiner Mannschaft bei, indem er in der K.-o.-Play-off-Runde beim 5:2-Gesamtergebnis-Sieg gegen RSC Anderlecht mit seinen Abwehrspielleistungen und zwei Torbeteiligungen beitrug.
Nach seinen (Euorpa-League-)Leistungen wurden mehrere Talentscouts von verschiedenen Erstligisten aus Europas Topligen auf ihn aufmerksam und fingen an, ihn zu sichten. Woraufhin Fenerbahçe mit ihm im März 2025 eine vorzeitige Vertragsverlängerung vereinbarte bis 2030 und seine jährliche Entlohnung, um das Zehnfache erhöhten auf 10 Millionen TRY.

### Nationalmannschaft
Akçiçek begann seine Nationalmannschafts-Karriere mit zwei Einsätzen im Januar 2023 bei den U17-Junioren der Türkei. Mit der Türkei U17 nahm er im weiteren Verlauf des Jahres an der Eliterunde des Qualifikationsturniers der U17-Europameisterschaft 2023 teil, die als Gruppendritter ohne Finalturnier-Qualifikation endete. Im selben Jahr nahm Akçiçek mit der türkischen U18-Junioren im September am Vaclav-Jezek-Nachwuchsturnier 2023 in Tschechien teil, dabei kam er in allen drei Turnierspielen zum Einsatz und wurde mit seiner Mannschaft Turnierfünfter. Im April 2024 nahm er mit der Türkei U18 am UEFA-Assist-Nachwuchsturnier 2024 in Antalya teil und er trug mit seinen Defensivleistungen im Spiel um Platz 3 zu einem gegentorlosen 1:0-Sieg bei, womit seine Mannschaft die 3.-Platz-Medaillen gewannen.
Seit September 2024 spielte Akçiçek für die U19-Junioren der Türkei und nahm im Folgemonat am Qualifikationsturnier der U19-Europameisterschaft 2025 teil. Woraufhin er sich mit den türkischen U19-Junioren die Eliterunde 2025, letzte Qualifikationsrunde, des Qualifikationsturniers erreichte. Wofür er später im März 2025 nicht für den Spielkader berücksichtigt wurde und diese im selben Monat übersprang, direkt zur A-Nationalmannschaft. Im selben Monat wurde Akçiçek mit 19 Jahren nach seinen überzeugenden Europa-League-Leistungen vom A-Nationaltrainer Vincenzo Montella erstmals für die türkische A-Nationalmannschaft nominiert, für die Play-off-Spiele der UEFA Nations League 2024/25.

## Erfolge
- Mit Fenerbahçe Istanbul
  - U17-Juniorenmannschaft
    - Türkische U17-Eliteliga A: Vizemeister 2022/23[3]

  - Profimannschaft
    - Türkische Meisterschaft: Vizemeister 2023/24[8]

- Mit der türkischen Nationalmannschaft
  - U18-Junioren
    - UEFA-Assist-Nachwuchsturnier: 3.-Platz-Medaille 2024[17]